# Nina Ivanišin Janežič
Nina Ivanišin Janežič, slovenska filmska in gledališka igralka, * 24. oktober 1985, Maribor.
Leta 2008 je diplomirala na Akademiji za gledališče, radio, film in televizijo v Ljubljani. Eno sezono je odigrala v Slovenskem ljudskem gledališču Celje, od septembra 2009 pa je članica SNG Drama Ljubljana. Z vlogo Aleksandre v filmu Slovenka režiserja Damjana Kozoleta je navdušila tako domače kot tuje kritike. Ustvarja tudi samostojne projekte.

### Zasebno
Njen brat je režiser in scenarist Matjaž Ivanišin. Poročena je z gledališkim igralcem Klemnom Janežičem. Leta 2021 se jima je rodila prva hči, decembra 2024 druga.

## Filmografija
- Slovenka (2009) – režija Damjan Kozole
- Naj ostane med nama (2010) – režija Rajko Grlić
- Piran - Pirano (2010) – režija Goran Vojnović
- Idila (2015) – režija Tomaž Gorkič

## Nagrade
- 2005 – zlatolaska
- 2007 – zlatolaska
- 2007 – študentska Severjeva nagrada
- 2009 – nagrada za najboljšo igralko na mednarodnem filmskem festivalu v Valenciji v Španiji (za vlogo v filmu Slovenka)
- 2009 – nagrada za najboljšo igralko na festivalu evropskega filma v Les Arcu v Franciji (za film Slovenka)
- 2010 – vesna za najboljšo igralko na FSF v Portorožu (za film Piran-Pirano)
- 2010 – nagrada za najboljšo igralko na festivalu evropskega filma v Parizu v Franciji (za film Slovenka)
- 2012 – nagrada za najboljšo igralko na mednarodnem filmskem festivalu v Gironi v Španiji (za film Slovenka)